# Saint-Savin (Vienne)
Saint-Savin [sen saven] je malá obec ve střední Francii, asi 40 km východně od Poitiers. Leží na řece Gartempe a proslavil ji románský kostel sv. Sabina s unikátními a dobře zachovanými freskami z doby kolem roku 1100. Od roku 1983 je součástí Světového dědictví UNESCO.

## Historie
O starší historii bývalého kláštera Saint-Savin-sur-Gartempe i obce, která kolem něho vznikla, je málo známo. Svatý Sabin (Sabinius) byl prvním biskupem v Sens ve druhé polovině 3. století a založil v kraji mnoho kostelů, snad i klášter Saint-Savin. Současný kostel byl postaven někdy v letech 1060-1115, věž i klášterní budovy vznikly později. Kamenný most přes říčku Gartempe je patrně ze 12.-13. století.

## Kostel St. Savin
Kostel le trojlodní halová stavba s valenými klenbami, příčnou lodí a chórem s ochozem pěti kaplí. Pod kostelem je krypta s náhrobky sv. Savina a s. Cypriána. Strop, předsíň i krypta jsou vyzdobeny výborně zachovanými figurálními freskami z doby kolem 1100.

## Galerie

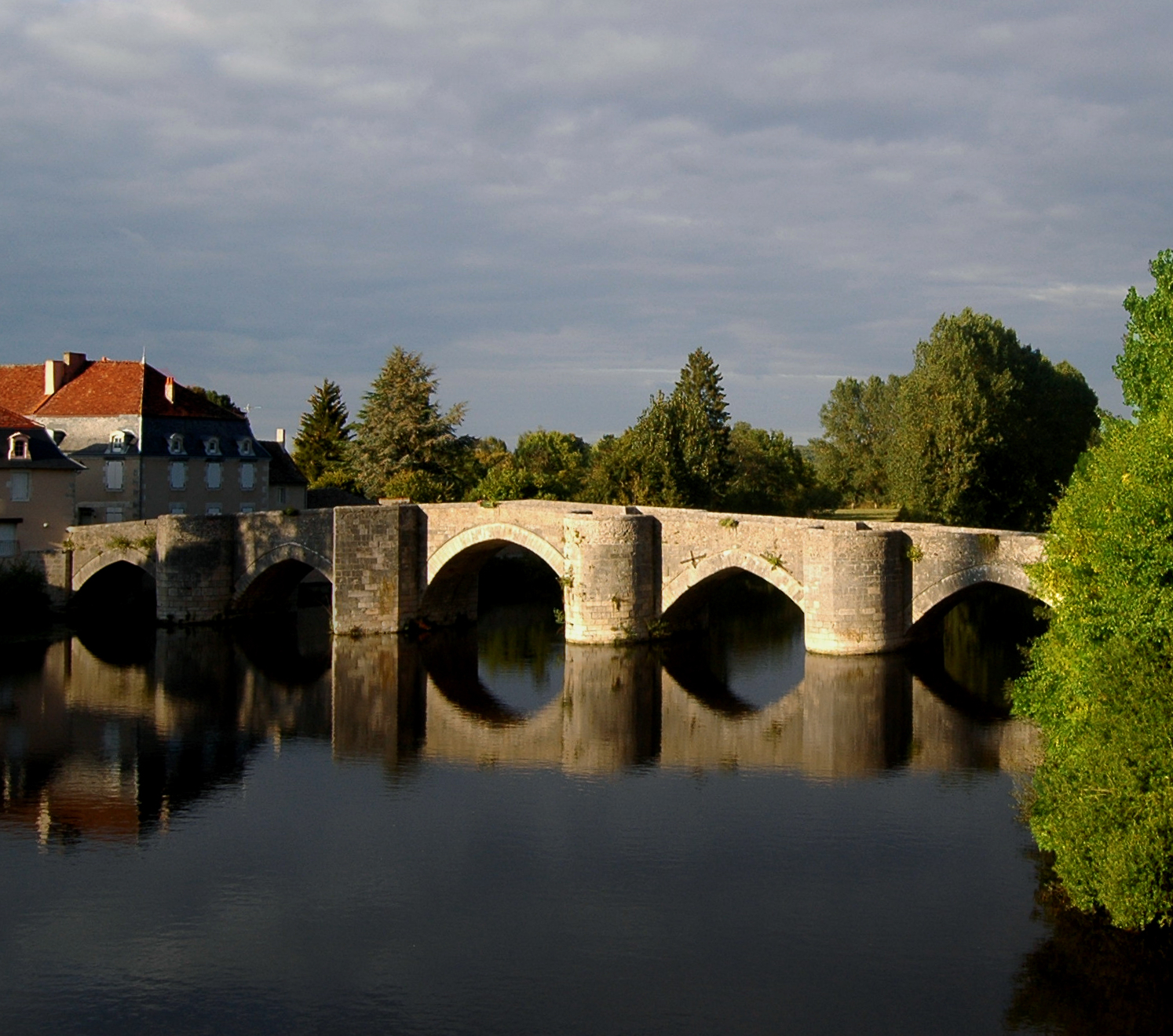
Středověký most přes Gartempe
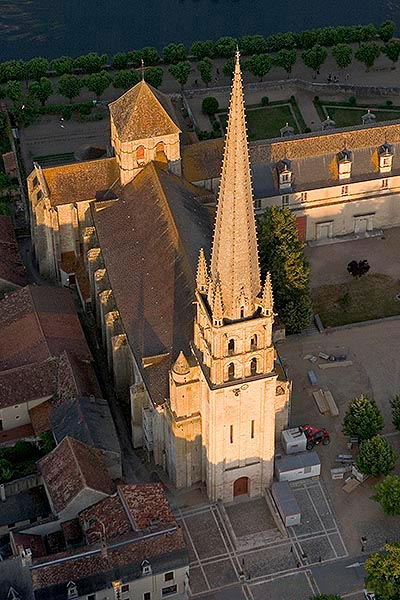
Kostel (letecký pohled)